# John Misaubin

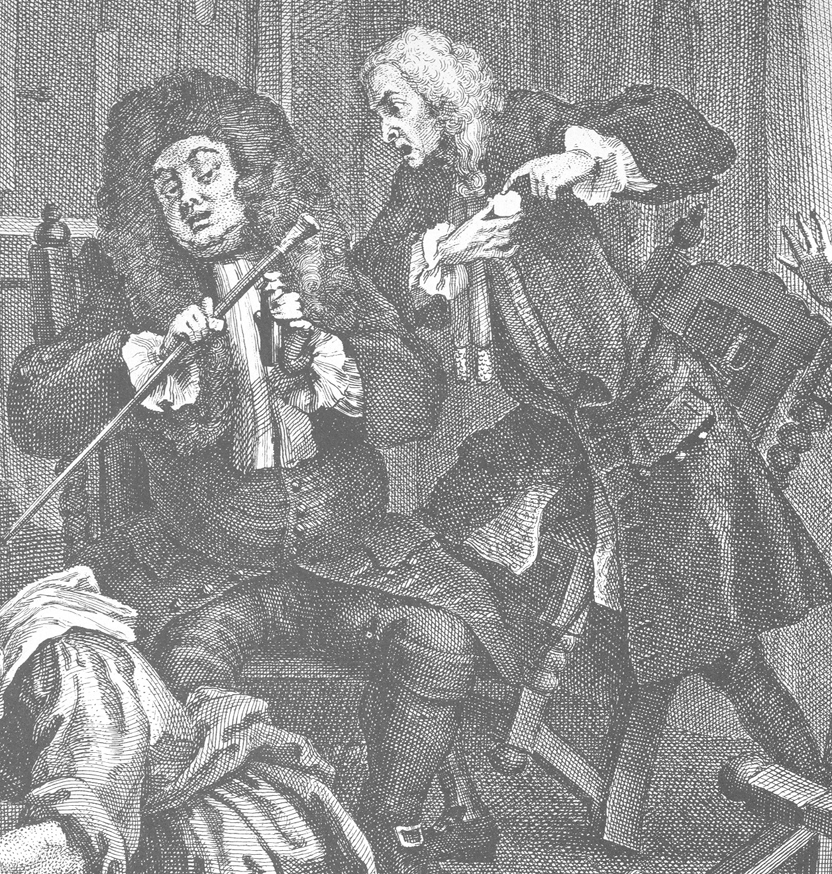
John Misaubin (derecha) discute con el doctor Richard Rock en una escena de la serie de William Hogarth La carrera de una prostituta mientras su paciente muere de una enfermedad venérea.

John (Jean) Misaubin (1673 – 20 de abril de 1734) fue un médico hugonote francés, nacionalizado británico.

## Carrera
Nació en Mussidan, en la Dordoña francesa. Su padre era un clérigo protestante que más tarde predicó en la iglesia francesa en Spitalfields. Se cualificó como doctor médico en Cahors. Como hugonote, más tarde dejó Francia por Londres. Allí, se casó con Martha (Marthe) Angibaud en 1709. Era hija de Charles Angibaud, antiguo boticario de Luis XIV y también hugonote que había dejado Francia en 1681, poco antes de la revocación del Edicto de Nantes en 1685. Angibaud fue más tarde maestro de la Worshipful Company of Apothecaries en 1728. Tanto Angibaud como Misaubin tenían establecimientos en St Martin's Lane.
Misaubin se naturalizó británico en 1719. El mismo año, pasó el examen de tres partes (fisiología, patología y terapéutica) para convertirse en licenciado del Royal College of Physicians. Doblemente cualificado, en Francia y Gran Bretaña, era claramente un doctor altamente capacitado. La biógrafa Miriam Austin Locke ha notado que "a pesar de ser un practicante cualificado, fue ridiculizado como charlatán debido a la peculiaridad de su manera extranjera y sus extraños métodos prácticos." Se convirtió en francmasón en 1730, uniéndose a la Horn Lodge en compañía de varios nobles ingleses.
Misaubin apareció en varias series de impresiones satíricas. Sorprendentemente alto y delgado, fue ridiculizado por su afición al alcohol, sus modales extravagantes, y su fuerte acento francés: Watteau citó su dicho "Prenez les pilules". Es el modelo para el doctor en la serie de William Hogarth La carrera de una prostituta (escena 5), y es uno de los cuatro médicos ridiculizados por Henry Fielding en  Tom Jones. Fielding dice que Misaubin decía a las personas que encabezaran las cartas dirigidas a él con "Al doctor Misaubin en el Mundo" porque "había pocas personas en él que no conocieran su gran reputación" (Tom Jones, libro 13, capítulo 2). También se burla de él en The Mock Doctor (1732).
Su consulta en 96 St Martin Lane también puede haber sido el escenario para la tercera y quinta escenas de la serie de Hogarth Casamiento a la moda, donde el joven vizconde lleva a una joven de mala reputación a un doctor charlatán para curarla, mientras se queja de que sus píldoras no han funcionado. Misaubin claramente no es el doctor que se ve.
Misaubin murió en Londres, y sus avisos de fallecimiento en la prensa se refieren a él como "el eminente doctor". Su hijo, Edmund, fue asesinado en 1740, a los 23 años.